# CA Hermann Aichinger
CA Hermann Aichinger, beter bekend als Atlético Ibirama, is een voetbalclub uit de Braziliaanse stad Ibirama in de deelstaat Santa Catarina.

## Geschiedenis
De club werd opgericht op 20 september 1951 en volgde Sociedade Desportiva Industrial op dat in 1944 opgericht werd. De club werd vernoemd naar Hermann Aichinger, die de weide schonk waar het team kon voetballen.